# Tudo FM
Tudo FM foi uma emissora de rádio brasileira sediada em Salvador, capital do estado da Bahia. Anteriormente operava no dial FM, na frequência 100,7 MHz, concessionada na cidade de Nazaré, passando a operar somente na internet a partir de maio de 2017, durando pouco tempo no ar. Sua programação tinha como principais destaques: A Voz da Cidade com André Spínola, Tá Tudo de Bom com Josenel Barreto, Top Brega com Rizza Cordeiro, Cidade em Movimento com Luiz Carlos Suíca e Momento do Trabalhador com Márcio Luedy.

## História
A Tudo FM estreou em 25 de maio de 2009, fundada pelo empresário Ricardo Luzbel, tendo como sócios os irmãos Félix Mendonça Jr. e Andrea Mendonça. Inicialmente, atuou na frequência FM 102,5 MHz e integrou a Rede Litoral. Em 2011, com status de rede de rádio, já estava presente nos municípios de Irecê, Jeremoabo, Itajuípe, Itaberaba, Paripiranga e Jacobina. Em 2013, foi cogitado uma mudança no nome da emissora para se adequar a razão social, o que não ocorreu. Em 29 de março de 2014, a Tudo FM ganhou uma afiliada em Conceição do Coité: a então Sabiá FM, que passou a se chamar Tudo FM Coité.
Em 8 de janeiro de 2016, a rádio saiu dos 102,5 MHz — que passou a ser a frequência da Rádio Sociedade da Bahia — e iniciou suas transmissões em 100,7 MHz. De propriedade do empresário Zequinha Aristides, a frequência estava em expectativa para se tornar uma emissora afiliada à Mix FM, mas estava realizando ajustes técnicos. Sem aviso prévio, a Tudo FM passou a transmitir simultaneamente a sua programação em duas frequências até a entrada da Rádio Sociedade da Bahia, em 11 de janeiro. A Tudo FM deixou o 100.7 MHz em 1 de maio de 2017, continuando sua operação pela internet, sendo substituída pela Popular FM em 16 de maio. Posteriormente, a Tudo FM de Conceição do Coité deixou de usar a marca da emissora e passou a se chamar 92 FM.

## Equipe Esportiva: FutShow
Em 23 de janeiro de 2017, a equipe FutShow assumiu o departamento de esportes da rádio e tem como investidor, o político e empresário, Américo Fontenelle.
A equipe tem como principal voz a grande revelação dos últimos anos no rádio da Bahia e do Brasil, o jovem narrador, apresentador e jornalista, Flankel Lima, que teve passagem notável pela CBN Salvador.
Completam a equipe de esportes FutShow, o experiente narrador, Marcos Bastos, o coordenador e repórter setorista do Esporte Clube Bahia, Manoel "Petetinga" Nascimento; Marcelo Góis, repórter setorista do Esporte Clube Vitória; Reinaldo Oliveira, Paulo Roberto, Cristina Mascarenhas e os ex-jogadores e comentaristas, Silvio Mendes Jr e Hugo Aparecido completam o time.
Os programas produzidos pela equipe de esportes são o Tudo na Bola e o Terceira Hora. Além das jornadas esportivas.